# Hyalocalyx setifer
Hyalocalyx setifer là một loài thực vật có hoa trong họ Lạc tiên. Loài này được Rolfe mô tả khoa học đầu tiên năm 1886.